# Пухляковский (Усть-Донецкий район)
Пухляковский — хутор в Усть-Донецком районе Ростовской области.
Является административным центром Пухляковского сельского поселения.

## География
Хутор расположен на берегу Дона.

### Улицы
| - ул. Ветеранов - ул. Виноградная - ул. Западная - ул. Кленовая - ул. Книжная - ул. Механизаторов | - ул. Набережная - ул. Садовая - ул. Северная - ул. Строителей - ул. Студенческая - ул. Центральная | - ул. Школьная - пер. Абрикосовый - пер. Городской - пер. Дальний - пер. Дачный - пер. Донской | - пер. Кольцевой - пер. Луговой - пер. Музыкальный - пер. Овражный - пер. Родниковый - пер. Северный |

## История
Хутор Пухляковский был основан в 1780 году.
Первоначально хутор назывался Собачинский (Собаченский). Входил в юрт станицы Раздорская.
В 1814 году по предложению атамана Войска Донского И. М. Платова в хуторе открылось учебное заведение «Образцовый винный подвал», в котором немецкие виноделы обучали казаков своему мастерству.
В 1905 году в связи с открытием Войсковой школы виноградарства и виноделия хутор был переименован в Пухляковский, в честь донского казака И. Пухлякова. Считается, что именно он привез в хутор черенки винограда из Балканского похода, из которых был выращен сорт винограда «Пухляковский белый», ставший гордостью донского края.
Новая власть, основываясь на Декрете Совета Народных Комиссаров от 13 мая 1921 года «О домах отдыха», реорганизовывала усадьбы в здравницы. В мае 1936 года областное руководство открыло в хуторе Дом отдыха для детей, на территории которого находились добротные дома-курени.
Во время Великой Отечественной войны некоторое время в Доме отдыха жили дети, эвакуированные из Молдавии и Украины, раненные советские солдаты. 21 июля 1942 года возле хутора погиб в сражении Эрдни Деликов, посмертно удостоенный звания Герой Советского Союза. В июле 1942 году хутор оккупировали немецкие войска, Освобожден хутор советскими войсками 13 февраля 1943 года.
С 1946 по 2008 годы в хуторе Пухляковский жил писатель Анатолий Вениаминович Калинин.
В этих местах снимали известные фильмы «Цыган», «Возвращение Будулая», «Смертный враг», «Возврата нет».
Ежегодно c 2011 года в хуторе в последнюю субботу сентября при поддержке Раздорского этнографического музея-заповедника проводится винный фестиваль «Донская лоза», в котором принимают участие лучшие виноградарские и винодельческие хозяйства Ростовской области.
В июне 2016 года проходила подготовка к празднованию столетия писателя Анатолия Калинина, проживавшего на территории хутора. Дата праздничных мероприятий была запланирована на август. На территории усадьбы Калинина высадили 240 деревьев, чтобы со временем образовался сад. При въезде на территорию хутора было решено сделать парковку, рассчитанную на 600 мест. Комплекс мероприятий получил название «Калининское лето» и проводился с 19 по 21 августа. В рамках мероприятия были организованы литературные вечера, гала-концерт и представления.
На территории хутора Пухляковский отмечают фестиваль День донской селёдки.

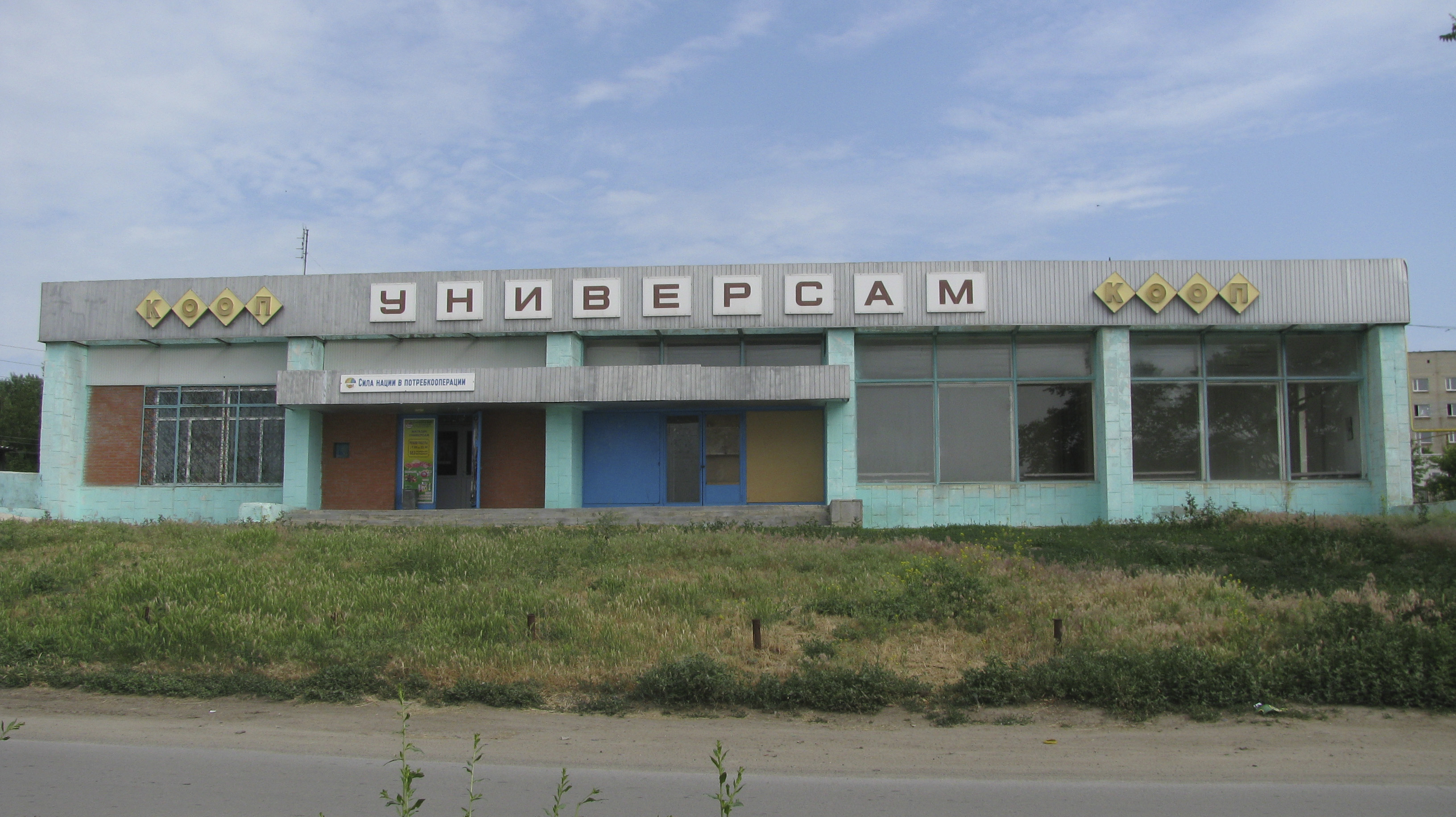
Универсам
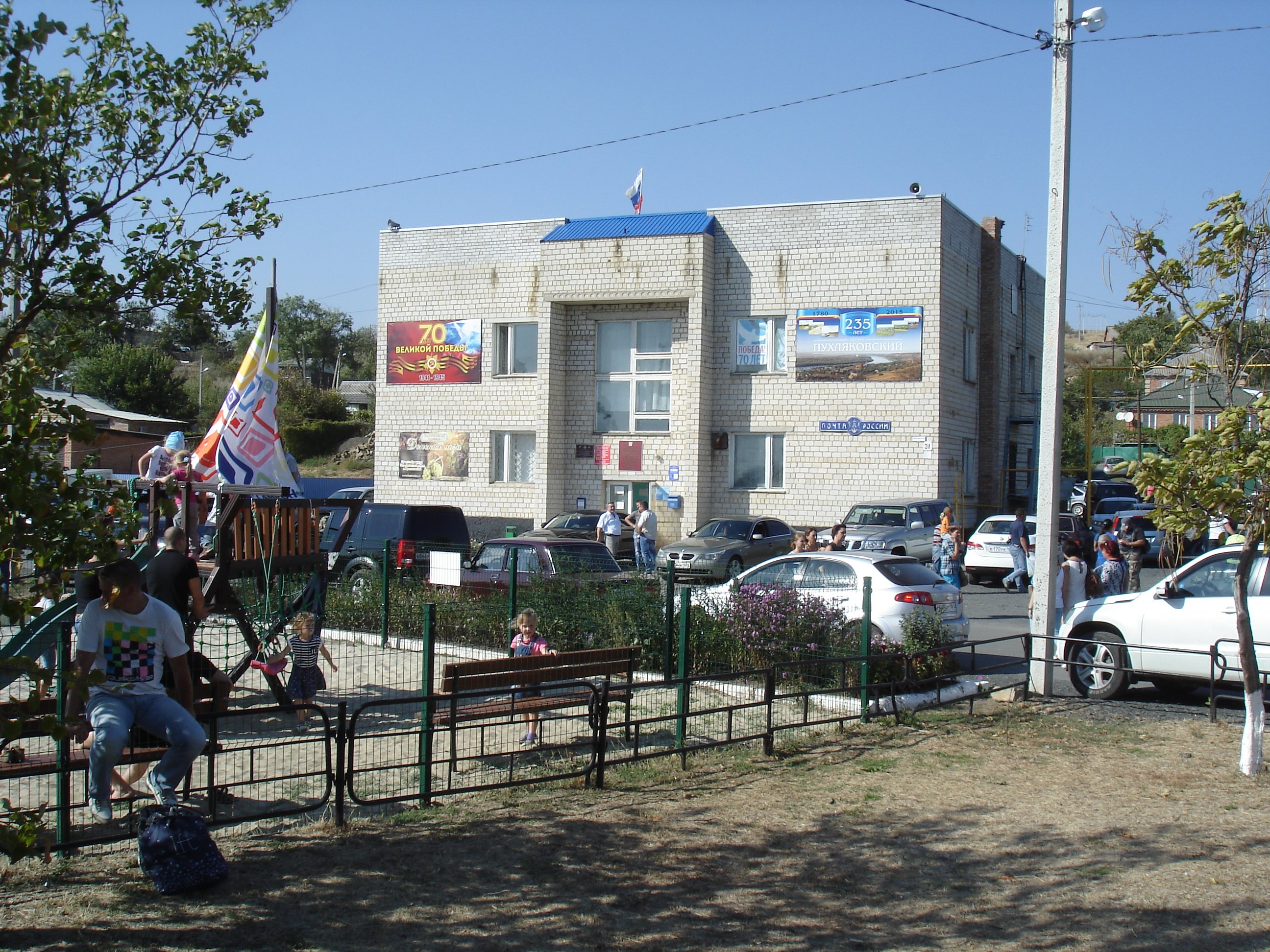
Административное здание
Памятник погибшим воинам ВОВ

## Население
| 2010  | 2012  | 2013  | 2014  | 2015  | 2016  | 2017  |
| ----- | ----- | ----- | ----- | ----- | ----- | ----- |
| 1806  | ↗1827 | ↗1880 | ↗1885 | ↘1858 | ↘1843 | ↘1838 |
| 2018  | 2019  | 2020  | 2021  |       |       |       |
| ↗1862 | ↘1821 | ↘1783 | ↘1757 |       |       |       |

### Известные люди
В хуторе погиб участник Великой Отечественной войны Деликов, Эрдни Теледжиевич — Герой Советского Союза.

## Достопримечательности

### Музей истории донского виноградарства и виноделия
В экспозиции музея истории донского виноградарства и виноделия показаны давние виноградарские традиции Донских казаков. Этнографическая программа «Сок кипучий, искромётный…», организовываемая музеем, детально освещает культуру виноделия, включая дегустацию донских вин.
Музей расположен в здании бывшей казармы для служащих Войсковой школы виноградарства и виноделия. В шести других сохранившихся зданиях Войсковой школы виноградарства и виноделия расположен Пухляковский сельскохозяйственный техникум.

### Этнографический комплекс «Пухляковская казачья усадьба»
Идея создания подобной усадьбы принадлежит Калинину А. В. Так он хотел создать своеобразный памятник героине своего романа «Цыган» казачке Клавдии Пухляковой.
На территории усадьбы представлены разные исторические предметы деятельности пухляковских казаков, таких как земледелие, виноградарство, коневодство. В рамках конкурсов, проходящих в рамках программы «Казачья потеха в Пухляковке», желающим предлагают попробовать свои силы в стрельбе из лука, рубке лозы шашкой, набрасывании аркана и т. п. С дозорной вышки, расположенной при усадьбе, обозревается почти весь хутор.

### Этно-археологический комплекс «Затерянный Мир»

Внутри этнографического комплекса «Пухляковская казачья усадьба»
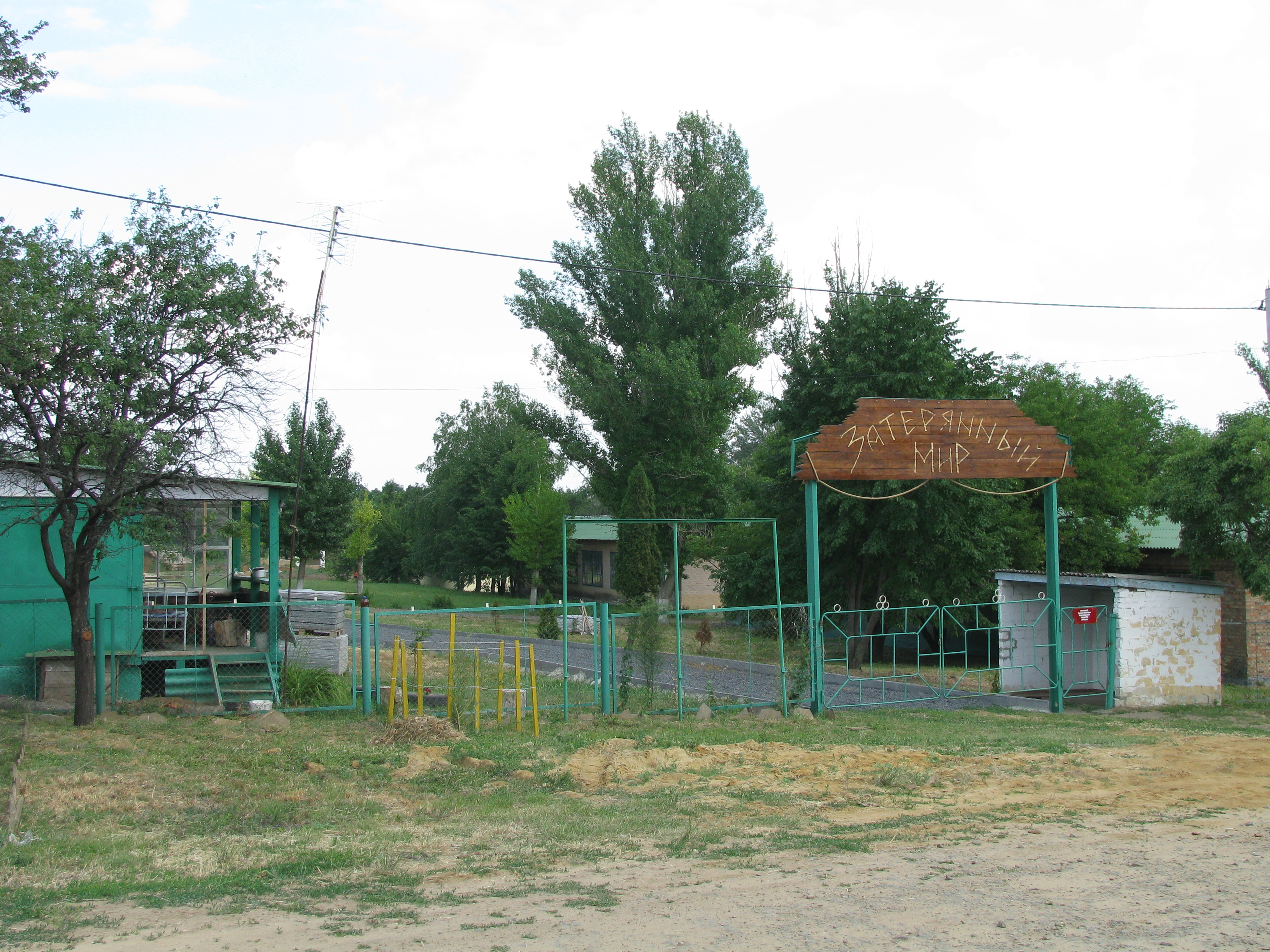
Этнографический комплекс-музей «Затерянный Мир»
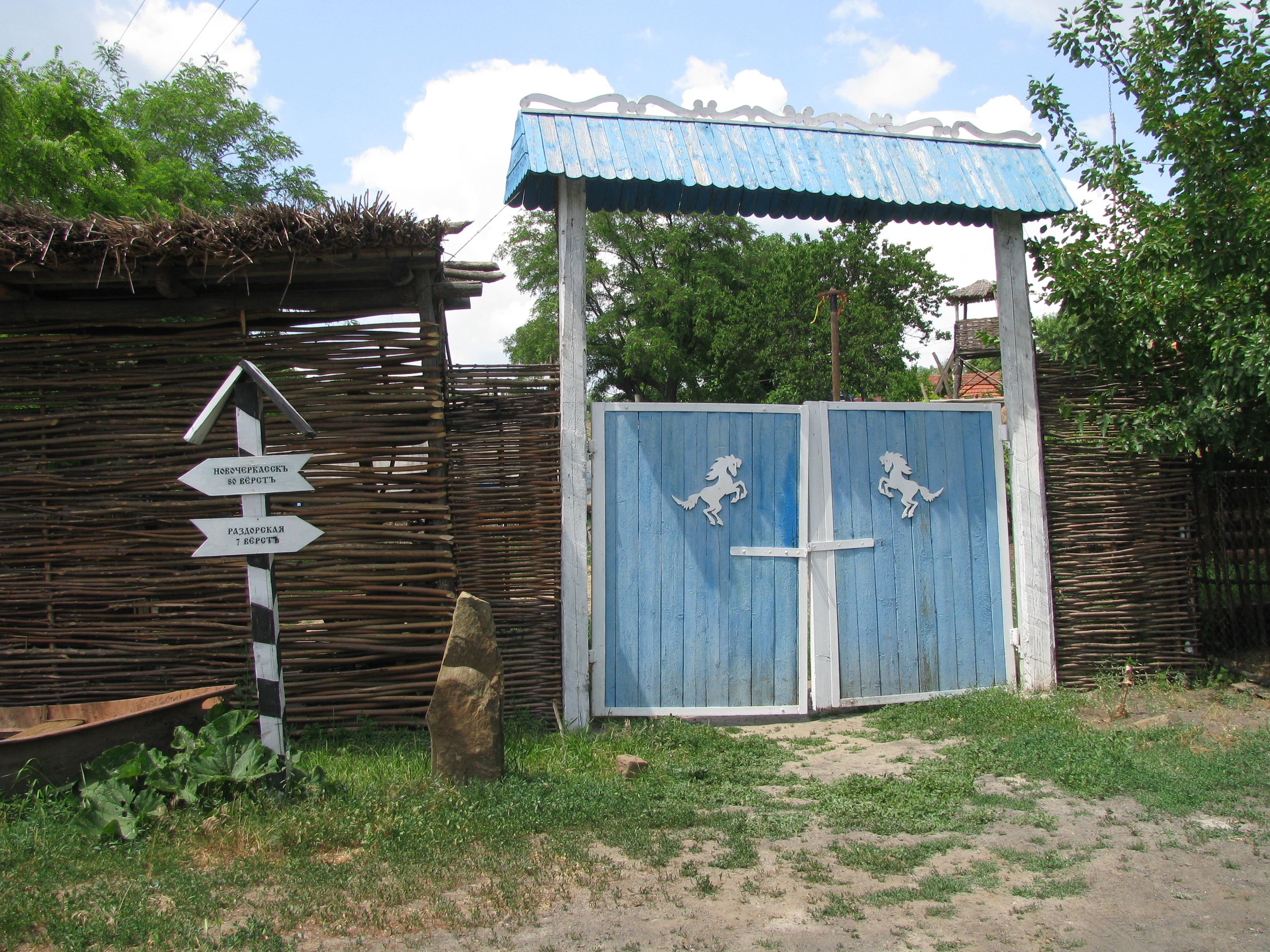
Этнографический комплекс «Пухляковская казачья усадьба»

### Пухляковская картинная галерея
Картинная галерея в хуторе Пухляковский была открыта в 1976 году по инициативе писателя А. В. Калинина. В 1978 году при ней также была открыта детская школа искусств.
В галерее представлены работы таких художников как: И. И. Крылов, Е. А. Лансере, Н. В. Овечкин, В. К. Нечитайло, В. Ф. Шумилов, В. А. Игошев, С. С. Скопцов, А. В. Тимофеев, А. С. Кулагин, Цзянь Ши Лунь и др.

### Памятники архитектуры
- Раздорская воинская школа виноградарства и виноделия — памятник архитектуры, датированный 1905 годом. Состояние удовлетворительное. У объекта федеральная категория охраны[21].
- Дом преподавателей — памятник архитектуры, который находится в удовлетворительном состоянии. Объект датирован 1905 годом. Федеральная категория охраны[22].
- Казармы — памятник архитектуры 1905 года. Находится в удовлетворительном состоянии. Категория охраны — федеральная[23].
- Конюшни — памятник архитектуры, построенный в 1905 году. Состояние удовлетворительное. Присвоена местная категория охраны[24].
- Корпус учебный — памятник архитектуры, датированный 1905 годом. Находится под федеральной охраной, состояние — удовлетворительное[25].
- Ледник — памятник архитектуры, расположенный на территории хутора Пухляковский. Находится в удовлетворительном состоянии. Категория охраны — федеральная[26].
- Погреб винный — постройка, которая является памятником архитектуры. Погреб был основан в 1905 году. Федеральная категория охраны. Объект в удовлетворительном состоянии[27].

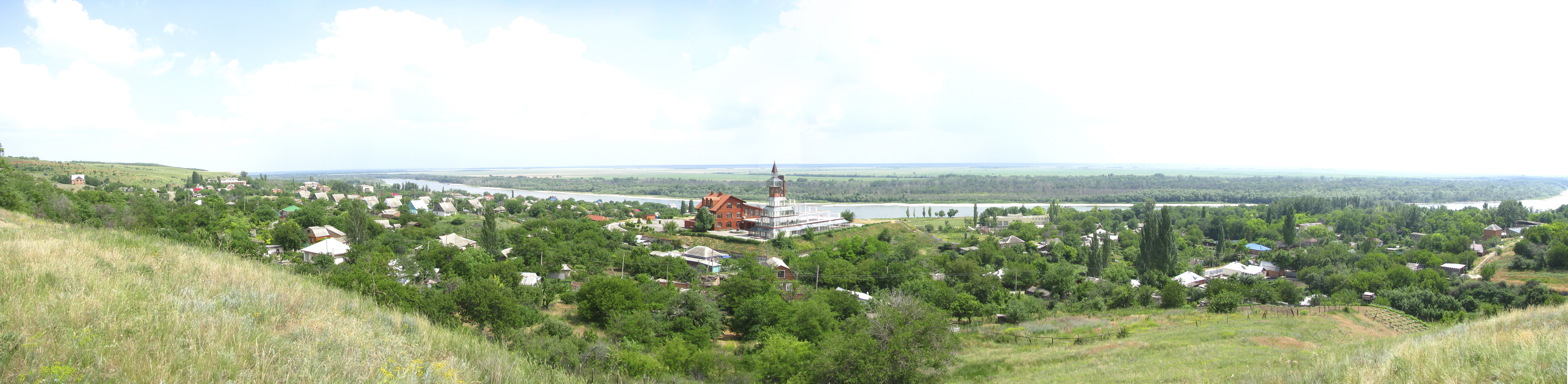
Панорама Пухляковского